# 日東電工
日東電工株式會社（日语：日東電工株式会社、にっとうでんこう）是日本的一家化工企業，總部位於大阪市北區。該公司是三和集團的一員。日東電工是日經平均指數成份股之一。

## 外部連結
- 日東電工株式会社 （页面存档备份，存于）
  - 【公式】Nitto 日東電工(株)的X（前Twitter）
  - Nitto的Facebook專頁
  - YouTube上的Nitto頻道
- 株式会社ニトムズ （页面存档备份，存于）